# Aldehuela del Codonal
Aldehuela del Codonal és un municipi de la província de Segòvia, a la comunitat autònoma de Castella i Lleó. limita al nord amb Aldeanueva del Codonal, a l'est i sud amb Juarros de Voltoya, i a l'oest amb Codorniz.